# 挺進大別山
挺進大別山是指第二次國共內戰期間的1947年8月，劉伯承和鄧小平率領的中國人民解放軍從魯西南前往大別山地區開闢根據地的戰略行動。挺進大別山被中國共產黨認為是第二次國共內戰中中國人民解放軍由戰略防禦轉向戰略進攻的轉折點。
中國人民解放軍通過魯西南戰役打通魯西南地區前往大別山的通道，並強渡黃河。
刘邓野战军南进时，除第一纵队辖四个旅十二个步兵团，另一个骑兵团外，其余三个纵均为三旅九团制，共计十三个旅三十九个步兵团，一个骑兵团。各团有迫炮连，旅有炮兵连，纵队有炮兵营，各纵都有教导团。每个步兵团的人数二干至二干五百不等，总计约十一万余人。
1947年8月11日，劉伯承和鄧小平率領的軍隊途徑隴海鐵路，之後又渡過潁河和沙河，26日渡過淮河，27日抵達大別山地區。此後中國人民解放軍在3個月內奪取大別山地區的33個縣城，建立大別山根據地。由於大別山地區靠近武漢和南京，極大地威脅國民政府的統治。
1948年3月底刘邓主力转出大别山，到淮河以北的豫皖苏解放区休整时，留置大别山两个旅部十二个步兵团、四个教导团，及其他大批司、政、供、卫干部，共计三万三千余。共计北渡淮河十一个旅(一纵队缺十九旅，二纵队缺五旅)，廿七个步兵团(三、六纵各缺三个团)，及一个骑兵团。一纵后又留置两个团于淮西区，现剩下廿五个步兵团，一个骑兵团。部队人数与武器均大减；每团的人数一千至一千五百人之间．四个纵队共计约五万余人。步枪、轻重机枪减少一半，炮减少三分之二甚至四分之三，一个连的步枪最多者为四十支，一般的卅余支，几等于一个排的武器。重机枪连每连少则二挺，多则四挺。各纵步马枪四千支至四千八百支，重机枪卅五挺至六十挺，轻机枪三百一十余挺至四百廿余挺。山炮少的四门，多的七门。